# 乞国艳
乞国艳（1965年5月—），河北南宫人，汉族，中华人民共和国政治人物，中国农工民主党党员，第十三届全国人民代表大会河北地区代表。

## 生平
2018年2月24日，当选为第十三届全国人大代表。